# Chokoladefabrikken Freja
 For alternative betydninger, se Freja (flertydig). (Se også artikler, som begynder med Freja)
Chokoladefabrikken Freja var en dansk chokoladefabrik i København grundlagt 1888. Oprindeligt lå den i Colbjørnsensgade 29 på Vesterbro, og fra ca. 1896 lå fabrikken på Holger Danskes Vej 102 på Frederiksberg (telefon Central 8762 og Gothåb 116). På begge adresser er fabriksbygningerne revet ned. Freja ophørte omkring 1940 og figurerer ikke i Kraks Danmarks ældste Forretninger fra 1950. Omkring 1900 havde fabrikken en lang række  udsalg i København. 

## Ejerskab
Fabrikkens ejer var i begyndelsen en P. Hansen, senere cand.pharm. Svend Olaf Folkenberg (13. juli 1878 i Haderslev – 11. marts 1938), som havde erfaring med chokolade fra et ophold som apotekerlærling i Schweiz.

## Annonce
Følgende annonce for Freja var indrykket i kvindernes blad Hvad vi vil, nr. 24, 7. årgang, 17. juni 1894:
| Citat | "Frejas" Chokolade sælges i Detailsalg til en gros Priser, hvorved Køberen altsaa sparer Mellemhandleravancen, 20 til 30 pCt. Chokolade til 60 Ø., 75 Ø., 150 Ø. Pr. Pd. Faas i København kun i Colbjørnsensgade 29, samt i følgende Depot-Udsalg: Vimmelskaftet 30, N. Farimagsgade 55A., St. Torvegade 8, Slagelsegade 2, Gl. Kongevej 145, Falkoneralle 51, Ø. Farimagsg. 39, Adelg. 94, Holmens Kanal 40, Vesterbrog 56, Nørrebrog. 43, Blaagaardsg. 43, L. Ørstedvej 13, Valby. Til Provinserne sendes varerne i Pakker fra 4 til 9 Pd., af en eller flere Sorter efter Ønske, solidt indpakket pr. Pakkepost mod Postopkrævning, eller pr. Jernbane, naar Beløbet, med Tillæg af 20 Øre for Banemærket, behgl. Sendes forud i Postanvisning, hvorpaa Bestillingen kan skrives til Fabrikken „Freja”, Colbjørnsensgade 29. København V. | Citat |
|       | |       |